# Saint-Georges-de-Windsor
Saint-Georges-de-Windsor è un comune del Canada, situato nella provincia del Québec, nella regione di Estrie.